# Dabo (Moselle)
Dabo (Duits: Dagsburg) is een gemeente in het Franse departement Moselle (regio Grand Est). De plaats maakt deel uit van het arrondissement Sarrebourg-Château-Salins. Dabo telde op 1 januari 2022 2.367 inwoners.

## Geografie
De oppervlakte van Dabo bedroeg op 1 januari 2022 48,12 vierkante kilometer; de bevolkingsdichtheid was toen 49,2 inwoners per km².

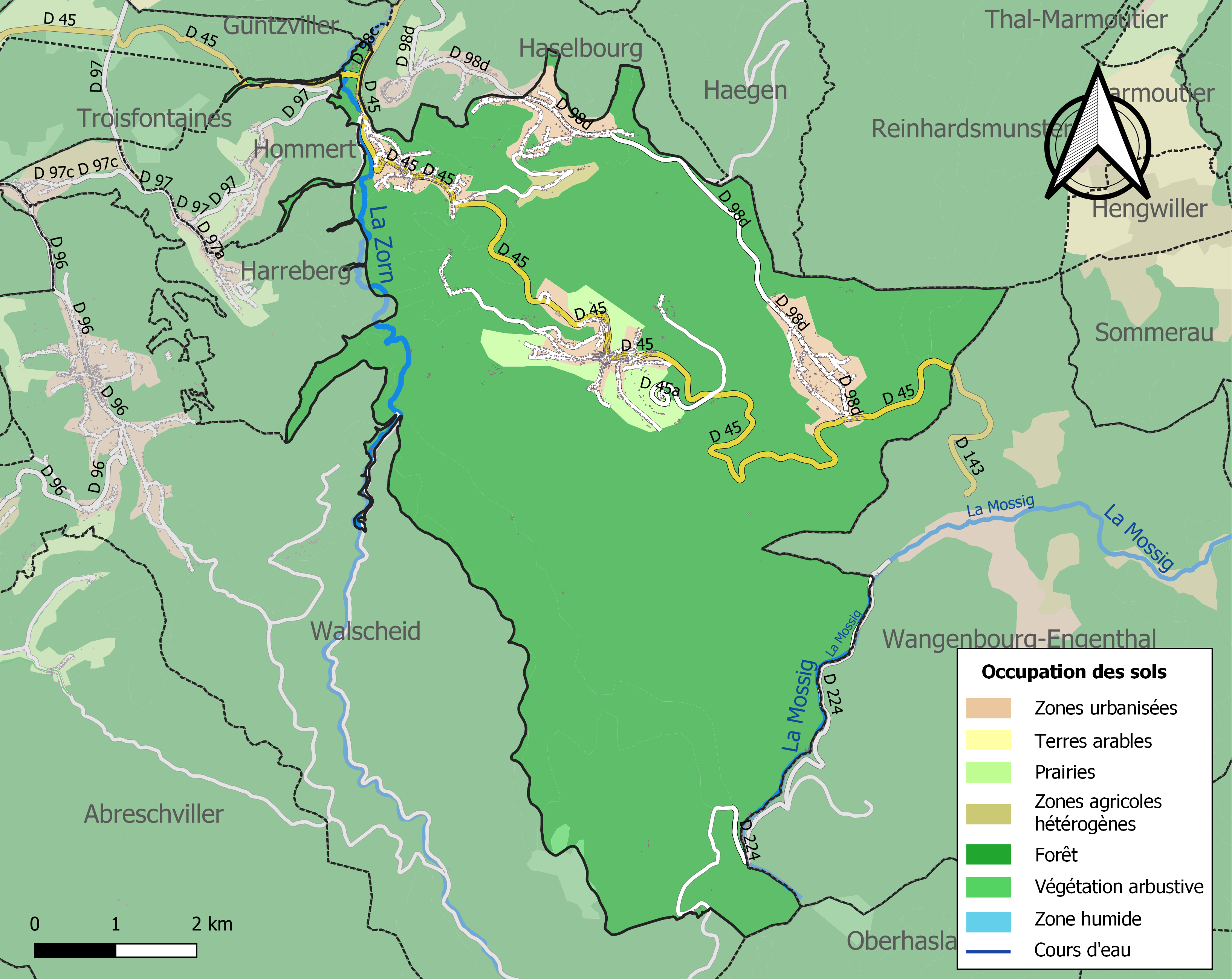
Kaart van de gemeente met de belangrijkste infrastructuur, bodemgebruik en omliggende gemeenten

## Demografie
Onderstaande figuur toont het verloop van het inwonertal (bron: INSEE-tellingen).

## Historie
Zie graafschap Dagsburg